# رفهيت (المهرة)

تعديل مصدري - تعديل

رفهيت هي إحدى قرى عزلة حبروت بمديرية شحن التابعة لمحافظة المهرة، بلغ تعداد سكانها 16 نسمة حسب تعداد اليمن لعام 2004.